# Friuli Latisana Cabernet Sauvignon
Il Friuli Latisana Cabernet Sauvignon è un vino DOC la cui produzione è consentita nelle province di Pordenone e Udine.

## Caratteristiche organolettiche
- colore: rosso rubino più o meno intenso con riflessi grigi.
- odore: caratteristico, gradevole, intenso.
- sapore: tipico, fine, morbido.

## Produzione
Provincia, stagione, volume in ettolitri
- Udine  (1990/91)  254,0
- Udine  (1991/92)  181,3
- Udine  (1992/93)  200,2
- Udine  (1993/94)  386,4
- Udine  (1994/95)  370,23
- Udine  (1995/96)  296,94
- Udine  (1996/97)  613,17